# Andrea di Costantinopoli
Andrea di Costantinopoli (IX secolo – 936) è stato un asceta bizantino, considerato santo dalle Chiese ortodosse; il suo appellativo Stolto in Cristo sta ad indicare coloro che, simulando la pazzia, vivendo della carità e disprezzando il proprio corpo erano convinti di partecipare più attivamente alla passione di Gesù.

## Biografia
Slavo di nascita, fu venduto in giovinezza come schiavo a Teognosto, un ricco mercante di Costantinopoli, ai tempi dell'imperatore Leone il Saggio. Istruito dal suo padrone nella lettura e nella scrittura, secondo le fonti agiografiche sulla sua vita, Andrea iniziò a pregare ferventemente e con grande devozione fino a che, obbedendo alla visione di un angelo, che dopo averlo benedetto gli diceva «noi siamo folli per l'amore di Dio», decise di dedicarsi totalmente ad una vita ascetica.
Le sue Vite narrano che un giorno, mandato dal suo padrone a prendere l'acqua da un pozzo, preso da frenesia, fu visto spogliarsi dei suoi vestiti e farli a pezzi. Riferita questa vicenda a Teognosto, questi decise di ridurlo in catene e trasportarlo fino alla Chiesa di Sant'Anastasia perché venisse curato dalle preghiere del clero. Non portando tale condotta a nessun risultato concreto e anzi continuando Andrea a dimenarsi e a strapparsi di dosso le vesti (secondo le agiografie del Santo incoraggiato in questo da una visione di Sant'Anastasia stessa), fu considerato pazzo dal suo padrone e, poiché non era più di nessuna utilità, fu lasciato libero di andarsene dalla casa padronale.
Trascorse così la sua vita simulando la pazzia di giorno e trascorrendo notti intere in preghiera senza un tetto e senza dormire, vivendo dell'elemosina che gli era concessa. Fonti agiografiche narrano che dividesse poi quest'ultima con gli altri postulanti, riservando per sé stesso solo un misero pezzo di pane.
Ritenuto santo già in vita dalla popolazione di Costantinopoli, poiché lo si riteneva capace di visioni mistiche e profetiche, morì dopo una vita trascorsa nel più rigoroso ascetismo.

## Culto
È venerato come santo dalle Chiese ortodosse che lo ricordano il 15 ottobre (2 ottobre per il calendario giuliano).
Le sue Vite furono portate fino in Russia dove ebbero un ruolo importante nell'affermazione del movimento dei "folli in Cristo" che in quel paese perdurerà fino in epoca moderna.